# Filmnet
Filmnet, i kommersiellt bruk även skrivet FilmNet, var namnet på TV4-Gruppens, C More och Bonniers onlinetjänst som erbjöd filmer och TV-serier via video on demand till en fast månadskostnad från september 2012 till och med juni 2015. Filmnet kan även syfta på en kabel-TV-kanal som var verksam 1984–1997 och ägdes av Multichoice/TV4-gruppen (2008–) samt en tidning som gavs ut 1988-1994 (ISSN 1101-2943).

## Historik

### TV-kanalen

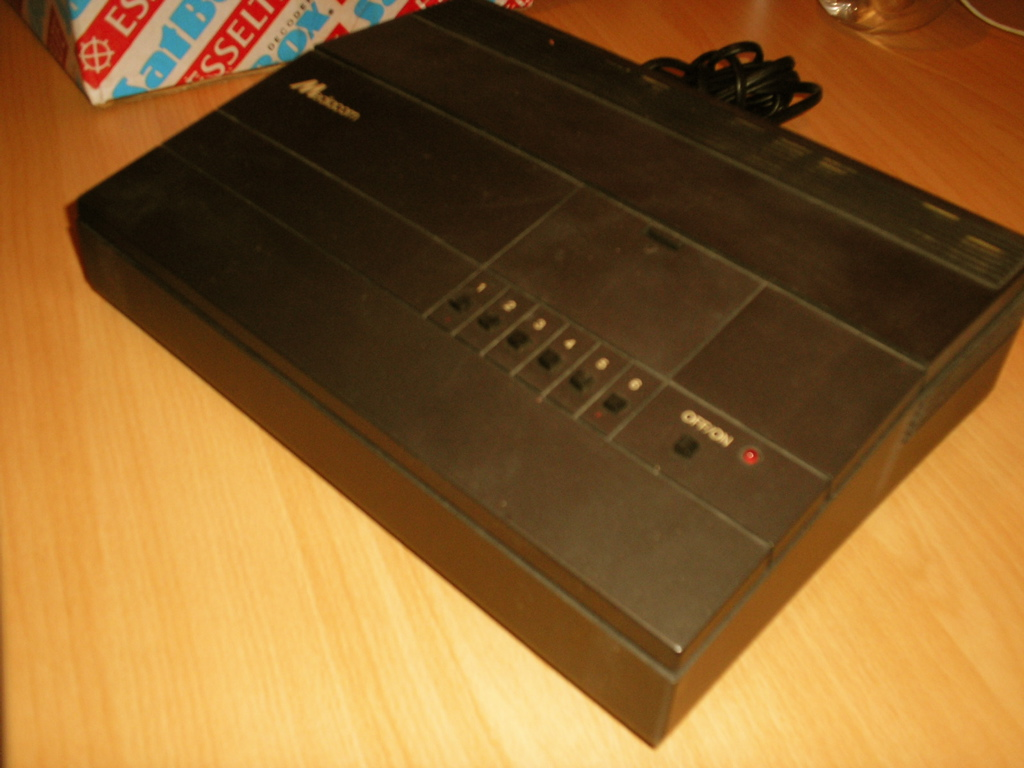
En standard-dekoder från Filmnet.

Filmnet är ursprungligen en filmkanal som startade sina kabel-TV-sändningar den 5 december 1984, och i Sverige 5 mars 1985. Kanalen ägdes i huvudsak av svenska Esselte och holländska ATN. Men senare även (via distributionsbolaget UIP) av de stora Hollywoodbolagen Paramount Pictures, Universal Pictures och Metro-Goldwyn-Mayer/United Artists. Kanalen var unik för sin tid. Amerikanska storfilmer blandat med europeiska visades dygnet runt med svensk text, vilket inte var särskilt vanligt på den tiden. Dygnet runt-sändningarna började år 1987. När tablåerna visades i kanalen, användes under en tid Alan Silvestris Arthur's Theme från filmen American Anthem (1986) som bakgrundsmusik. Vid lanseringen kostade tjänsten 445 kronor i startavgift och därefter 125 kronor i månaden.
År 1993 sålde Esselte kanalen till ett sydafrikanskt företag vilket medförde stor debatt om huruvida kanalen borde bojkottas av kabel-TV-leverantören Televerket Kabel-TV, detta på grund av den dåvarande sydafrikanska apartheidregimen, något som dock inte skedde. Kanalen bytte samma år namn till Filmnet+, och började även sända sport, musik och barnprogram (KTV). Vidare togs ett beslut av den dåvarande sydafrikanska ägarfamiljen att kanalen skulle sluta sända tv-programmet Night Club Special, vilket sände porrfilmer under onsdags- och lördagsnätterna. Dock möttes beslutet med att kanalen tappade mängder av abonnenter, vilket fick ledningen att låta tv-programmet Night Club Special återta sin plats i tablån.
Mellan 1994 och 1997 uppgav ungefär två procent av tv-tittarna att de dagligen tittade på Filmnet.
År 1996 såldes Filmnet vidare till franska Canal+, varpå Filmnet-namnet upphörde att existera på den svenska marknaden. Varumärket Filmnet levde dock vidare i Grekland 1994, men bytte namn till Nova Cinema den 1 juni 2008.

### Filmtjänsten
I september 2012 återupplivade TV4-Gruppen, C More och Bonnier varumärket Filmnet som en online-gren av C More. Till en början erbjöds tjänsten endast via webben, men fick stöd för Ipad, Iphone- och Android-telefoner samt Android-läsplattor.
År 2013 lanserades Filmnet även i Norge och Finland.
I september 2014 lade Filmnet till stöd för Chromecast i sina appar på Google Play och Itunes Store.
Den 30 juni 2015 stängdes Filmnet och kunderna hänvisades till C Mores streamingtjänst med bland annat samma utbud av film och TV-serier.